# Parafia św. Jakuba Apostoła w Bartołtach Wielkich
Parafia św. Jakuba Apostoła w Bartołtach Wielkich – parafia rzymskokatolicka, znajdująca się w archidiecezji warmińskiej, w dekanacie Barczewo. W parafii posługują księża diecezjalni. Według stanu na październik 2018 proboszczem parafii był ks. Paweł Ostrowski.